# Adão Fernandes Litro
Adão Fernandes da Silva (Dois Vizinhos, 3 de março de 1964) ou simplesmente ou Adão Fernandes Litro  é um advogado e político brasileiro filiado ao Partido Social Democrático.

## Biografia
Nas eleições estaduais de 2022, concorreu á uma vaga de deputado estadual na ALEP , pelo Partido Social Democrático (PSD) com 38.020 votos, vencendo o pleito.. É tio do deputado federal Paulo Litro, por ser irmão de Luiz Fernandes Litro, que também foi deputado estadual no Paraná..